# Магінданао (народ)

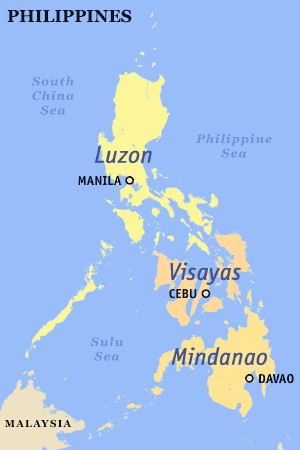
Розташування острова Мінданао на мапі Філіппінського архіпелагу

Магінданао (також Мінданао, від «дана» — «озерний, затоплений») — один з народів групи моро на Філіппінах, який проживає на острові Мінданао. Часто поєднуються з маранао під загальною назвою «ілаун». Чисельність — 1 млн осіб (1999). Віруючі — мусульмани-суніти.
Мова — Магінданао, можливо, діалект мови маранао, південнофіліппінської гілки австронезійської сім'ї.
Основні заняття — землеробство, тваринництво, полювання, видобуток соку гевеї. Головні сільськогосподарські культури — рис, маніок, абака, кукурудза, кава. З домашніх тварин розводять биків-карабао.
Розвинені ремесла — ткацтво, ювелірне, розфарбування тканин, різьблення по дереву, будівництво човнів (філіппінський тип парусного човна — "вінта), особливо — збройне ремесло. Магінданао виготовляють криси, ножі-боло, списи, ковані щити тощо. І серед навколишніх народів вважаються кращими зброярами на острові.
Житло та одяг такі ж, як у маранао й інших народів моро. В одязі переважає жовтий колір. Ґудзики у вождів золочені.
Соціальна організація схожа з організацією маранао.
Багатий фольклор. В епосі «Індрапатра» помітний індійський вплив. Зберігають пережитки аграрних і анімістичних культів.